# Ла-Тур-дю-Пен (округ)
Ла-Тур-дю-Пен (фр. La Tour-du-Pin) — округ (фр. Arrondissement) во Франции, один из округов в регионе Рона-Альпы. Департамент округа — Изер. Супрефектура — Ла-Тур-дю-Пен.
Население округа на 2006 год составляло 240 604 человек. Плотность населения составляет 163 чел./км². Площадь округа составляет всего 1479 км².